# Erysiphe adunca
Erysiphe adunca är en svampart. Erysiphe adunca ingår i släktet Erysiphe och familjen Erysiphaceae.

## Underarter
Arten delas in i följande underarter:
- adunca
- regularis